# جک برایمر

جک برایمر در ۱۹۵۰s

جک برایمر (Jack Brymer) (زاده ۲۷ ژانویه ۱۹۱۵) در ساوث شیلدز انگلیس، سولیست کلارینت است.

## افتخارات
در سال ۱۹۶۰ برایمر نشان سلطنتی افسری انگلیس را دریافت کرد. او همچنین از دانشگاه‌های نیوکاسل اِپان تاین، کینگستون و دو مونتفورد مدرک افتخاری دریافت کرد.

## کتاب‌ها
- کلارینت (۱۹۷۶)
- در ارکستر (۱۹۸۷)
- زندگی‌نامه اش، از جایگاه من (۱۹۷۹)

## درگذشت
او در ۱۵ سپتامبر سال ۲۰۰۳ درگذشت.